# Joan Ridao
Joan Ridao i Martín est un homme politique espagnol membre de la Gauche républicaine de Catalogne (ERC), né le 27 juillet 1967 à Rubí.
Il est député de la province de Barcelone, porte-parole parlementaire d'ERC au Congrès des députés et secrétaire général du parti entre 2008 et 2011.